# Stan Kenton

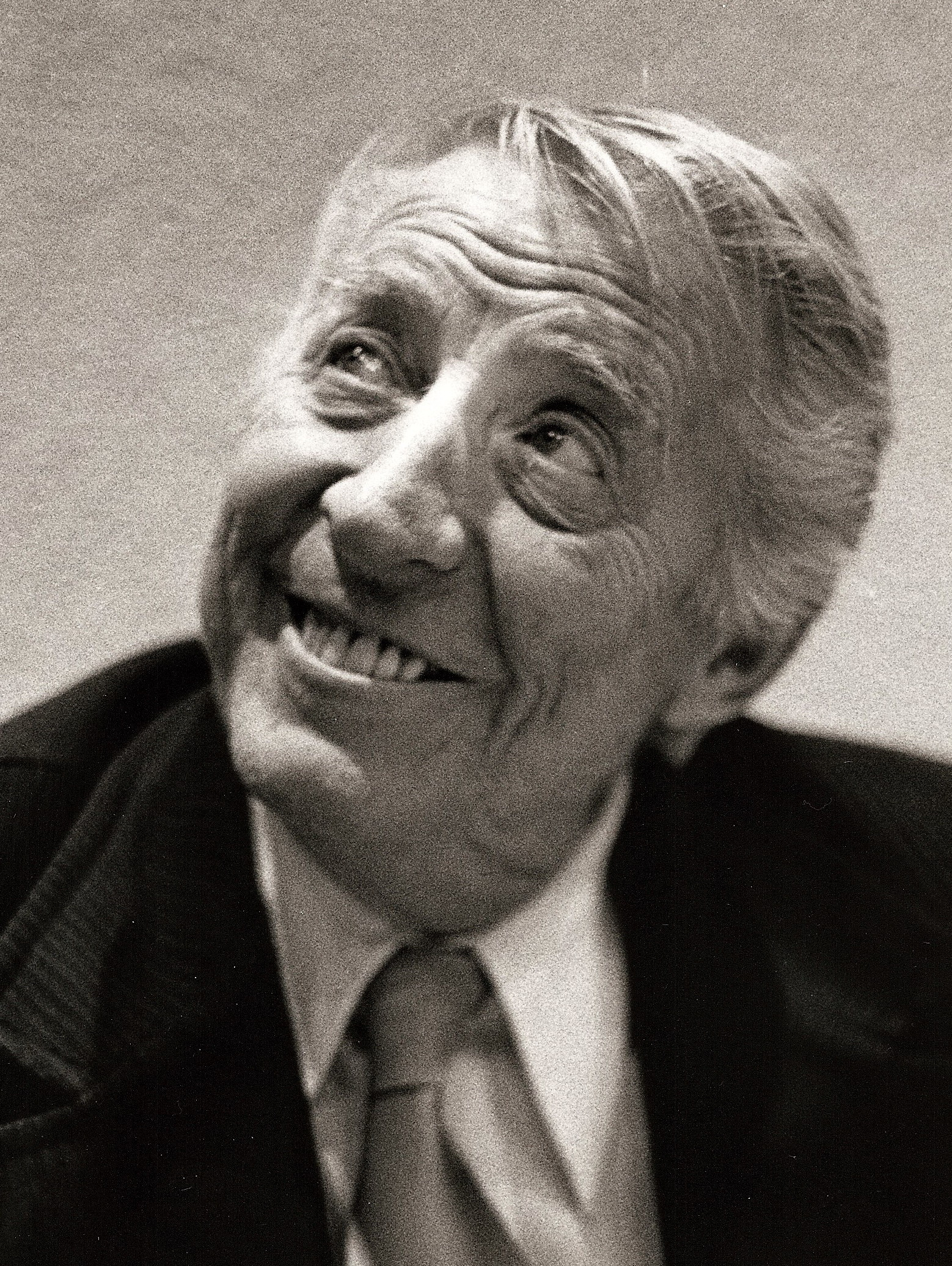
Stan Kenton (1973)

Stanley Newcomb „Stan“ Kenton (* 15. Dezember 1911 in Wichita, Kansas; † 25. August 1979 in Los Angeles, Kalifornien) war ein US-amerikanischer Jazz-Pianist, -komponist, Orchesterleiter und Musikpädagoge. Mit seinen klanglichen Experimenten eines Progressive Jazz, die kontrovers beurteilt wurden, schrieb er in den Nachkriegsjahren Jazzgeschichte. Seine großformatigen Bands (teilweise sogar mit dem dreifachen Umfang einer Bigband) waren zudem eine wichtige Durchlaufstation für viele später bekannte Musiker des West-Coast-Jazz; auch mit seinen Clinics an Hochschulen war er ein wichtiger Förderer der Musikerausbildung im Jazz.

## Leben
Stan Kenton wuchs in Los Angeles auf und spielte bereits als zehnjähriger Junge Klavier. Er erlernte das Klavierspiel unter anderem bei seiner Mutter, bei Frank Hurst und Earl 'Father' Hines. 1930 spielte er in San Diego, ging 1934 als Pianist und Arrangeur zu Everett Hoagland, dann zu Gus Arnheim, Vido Musso und Johnny Davis. 1941 gründete er seine erste Big Band mit eigenen Kompositionen und Arrangements noch im Swingstil, die ihr Debüt im Rendezvous Ballroom in Balboa Beach hatte. Zu den Gründungsmitgliedern der Band gehörten Chico Alvarez, Bob Gioga und Howard Rumsey. Ab Dezember 1941 entstanden erste Plattenaufnahmen; jedoch erst die Veröffentlichung von Artistry in Rhythm bei Capitol Records verschaffte dem Kenton-Orchester landesweite Beachtung. Erkennungsmerkmal des von Jimmie Lunceford beeinflussten Orchesters waren das Staccato-Spiel des Bläsersatzes. Typische Stücke dieser Zeit waren Eager Beaver, Painted Rhythm und Artistry Rhythm, die Kentons „persönliches Konzept von Harmonik und Orchestrierung bereits deutlich erkennen ließen“.
Im März 1944 kam er mit der Ellington-Komposition Do Nothing till You Hear from Me in die nationalen Charts. Mit dem Milhaud-Schüler Pete Rugolo engagierte Kenton 1946 einen Arrangeur, der experimentell angelegte Stücke wie Artistry in Percussion und Safranski für fünf Trompeten, vier (später fünf) Posaunen und fünf Saxophone schrieb, die bereits die Bezeichnung Progressive Jazz provozierten und 1947 in der Hinwendung zum Afro Cuban Jazz mit Titeln wie Peanut Vendor oder Cuban Carnival ihren vorläufigen Abschluss fanden.
Noch 1947 löste Kenton seine Bigband auf. Unter dem Stichwort Innovations in Modern Music folgte mit einem 40-Mann-Orchester mit Hörnern, Holzbläsern, Streichern und lateinamerikanischen Rhythmusinstrumenten bis 1951 eine nächste Periode, in der er einerseits an „symphonischem Jazz“ (beispielsweise Kompositionen von Robert Graettinger) interessiert war, aber auch lateinamerikanische Stücke (u. a. von Chico O’Farrill) neben konventionelleren Jazzkompositionen spielen ließ. In seinem Orchester arbeiteten zu dieser Zeit z. B. Chico Alvarez, Kai Winding, Art Pepper, Eddie Safranski, Maynard Ferguson, Stan Getz, Shelly Manne, Conte Candoli, Lennie Niehaus, Frank Rosolino, Lee Konitz, Zoot Sims und die Jazz-Sängerinnen June Christy und Anita O’Day. Kenton wurde durch die ungewöhnlich arrangierten Jazzstücke berühmt; seine Musik wurde „noch machtvoller und aufwandreicher mit einer massierten Fülle gewaltiger Akkorde und übereinander geschichteter Klangmassen“, schrieb Joachim-Ernst Berendt.

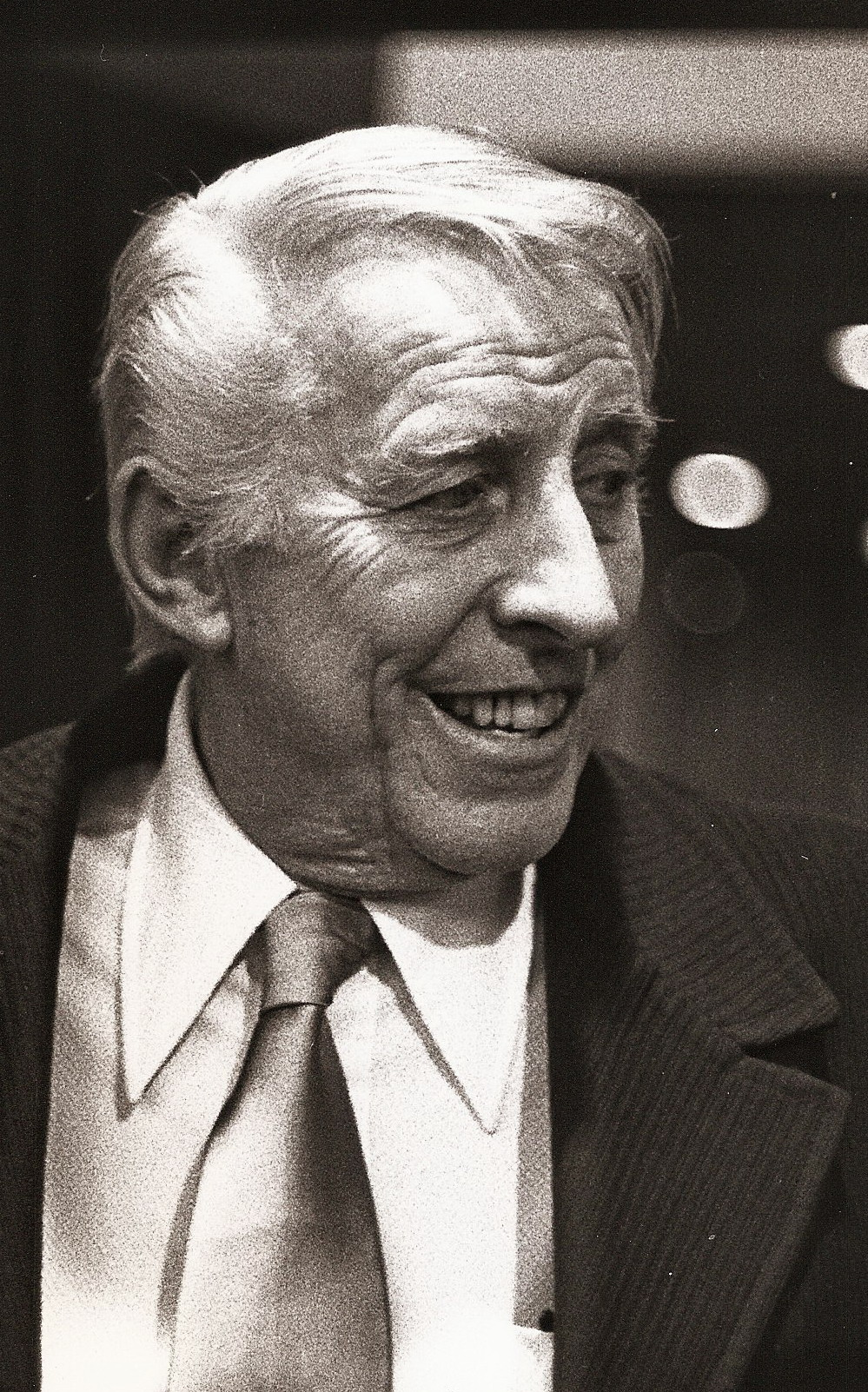
Stan Kenton am 25. September 1973 in München

In den Jahren 1952/53 wurde Kentons Musik wieder deutlicher jazzorientiert durch das Hinzuziehen weiterer namhafter Arrangeure, etwa Pete Rugolo, Gerry Mulligan, Bill Russo und Bill Holman, beispielsweise für das Album New Concepts of Artistry in Rhythm. Die Schallplatten Kentons waren auch in Europa erfolgreich, wo er 1953 seine Band vorstellte. Er unternahm ausgedehnte Tourneen durch Europa um 1953. In den 1950er Jahren produzierte er eine Reihe von Aufnahmen für Capitol (Stan Kenton Presents), in denen er Sidemen vorstellte.
In der zweiten Hälfte der 1950er Jahre konnte er das in seiner Band erreichte Niveau aus ökonomischen Gründen nicht aufrechterhalten und spielte in Fernsehshows. Kenton hat auch Nat King Cole bei seinen Aufnahmen „Orange Coloured Sky“ und „Jam-Bo“ begleitet.
Im Oktober 1955 heiratete Kenton die neunzehnjährige Bandsängerin Ann Richards. Kenton und Richards, die auch einige gemeinsame Alben einspielten, trennten sich 1961; aus der Ehe gingen zwei Kinder hervor, Dana und Lance.
Für Tourneen mit seiner Frau Ann Richards als Sängerin stellte er immer wieder kleinere Ensembles zusammen und begann in den 1960er Jahren erneut, klanglich zu experimentieren, u. a. 1961–63 in 27-Mann-Besetzung mit vier Mellophonen unter dem Slogan Adventures in Jazz; die gleichnamige LP wurde mit einem Grammy ausgezeichnet. Ab 1965 trat er mit seinem Los Angeles Neophonic Orchestra auf; 1966 war er Gastdirigent des Dänischen Radioorchesters. Um 1965 gingen seine Bestrebungen mit dem Neophonic Orchestra in Richtung Third Stream und er führte Werke von Komponisten dieser Richtung auf. In den folgenden Jahren baute er sein musikpädagogisches Clinics-System von der Redland University aus auf (das später Jim Widner übernahm) und gründete den Verlag Creative World, der didaktisches Material veröffentlichte, Filme produzierte und ab 1971 alte Kenton-Aufnahmen wiederauflegte. Innovativ war das Unternehmen durch Mail Order-Verfahren.
Bei einem Unfall 1977 erlitt er einen Schädelbruch. Noch nicht auskuriert, setzte er seine Arbeit wenig später fort und musste 1978 endgültig seine Karriere beenden; er starb am 25. August 1979 in Los Angeles an den Folgen jahrelangen Alkoholmissbrauchs. Im Jahre 2010 wurde bekannt, dass Kenton über Jahre seine Tochter Leslie sexuell missbraucht haben soll. In seinem Testament untersagte er die Weiterführung seines Orchesters als Ghost Band; seine Partituren und Schriften vermachte er der North Texas State University. Die Association of Jazz educators rief 1980 einen Stan Kenton-Ausbildungsfonds ins Leben.

## Auszeichnungen
Kenton gewann mehrere Wahlen des Down Beat (1947, 1950–54), Metronome (1947–49, 1954, 1956) und des Playboy (1957–60); 1954 wurde er vom Leser-Poll des Down Beat in die Hall of Fame aufgenommen. Er erhielt zwei Grammys, für West Side Story (1962) und Adventures in Jazz (1963). Seine Einspielung von „City of Glass“ wurde in die Wireliste The Wire’s “100 Records That Set the World on Fire (While No One Was Listening)” aufgenommen.

## Musikalische Bedeutung

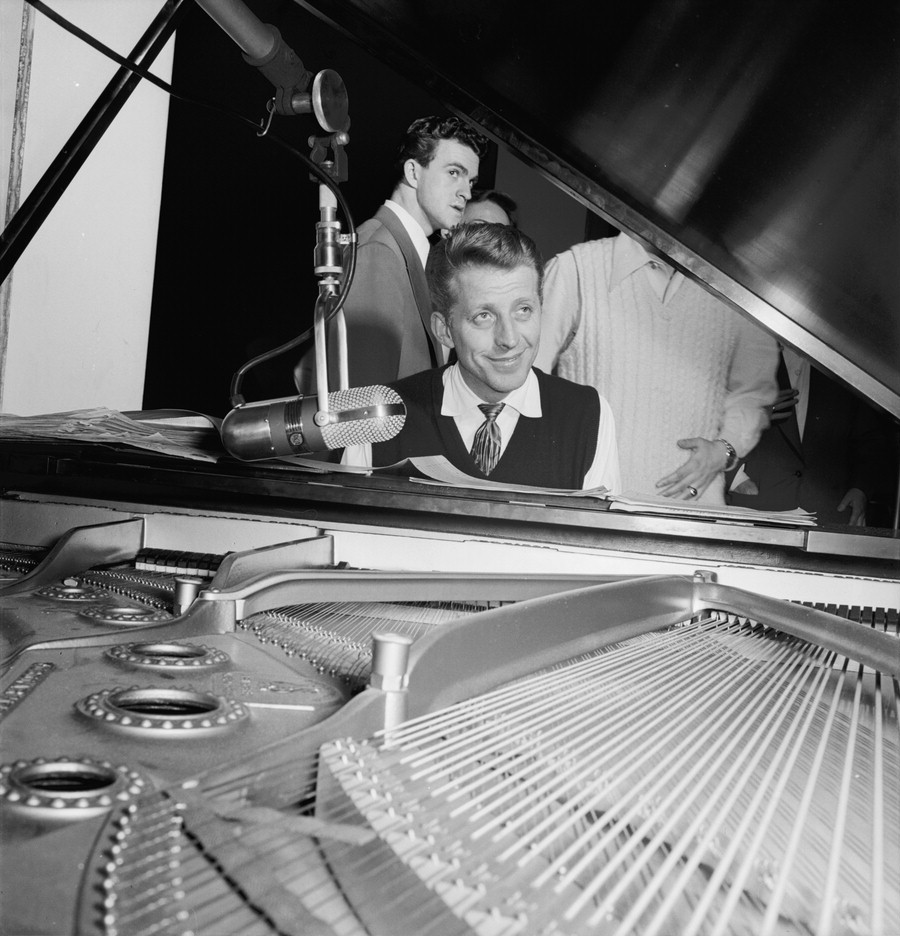
Stan Kenton und Pete Rugolo, Capitol Studio, ca. Januar 1947. Foto: William P. Gottlieb.

Kenton emanzipierte die Big Band aus dem Dasein als Tanzorchester und erweiterte ihr Repertoire in Richtung symphonischer Musik und Third Stream. Damit bereitete er den Weg für eine Rezeption des Jazz in den Konzertsälen. Bill Russo fand, „seine Irrtümer seien wichtiger für den Jazz gewesen als die großen Erfolge anderer Musiker“.
Auch im Urteil von Martin Kunzler hatte Kenton 1952/53 „die wichtigste, stilistisch einflussreichste und wohl auch swingendste Band“ mit Richie Kamuca, Lee Konitz, Maynard Ferguson, Conte Candoli und Frank Rosolino als Hauptsolisten, sowie Shorty Rogers, Gerry Mulligan und Bill Holman als Arrangeuren unterhalten. „Stan Kenton schien seine ganze Vergangenheit vergessen zu haben“, schrieb Joachim-Ernst Berendt zu dieser Werkphase, „und machte eine swingende Musik, die vielleicht nicht unter dem direkten Einfluss Count Basies stand, aber die doch bestechend in eine Zeit passte, in der der Geist Basies lebendig war […]. In dieser Band kam es auf swingende solistische Improvisationen an, wie nie zuvor in der Kenton-Laufbahn.“
Nach Ansicht von Carlo Bohländer besteht „Kentons großes Verdienst darin, den jungen Komponisten und Arrangeuren jede Möglichkeit für eine freie Entfaltung geboten zu haben.“ Dies habe sich auf die Musiker ausgewirkt, die im Laufe der Jahre seine Orchester in großer Anzahl durchliefen und die empfangenen Anregungen weitertrugen.
Scott Yanow hält Kenton für eine Kultfigur wie Chet Baker und Sun Ra, die eine ähnlich kontroverse Betrachtung durch das Publikum erfuhren. Von Puristen verachtet, wurde er von vielen Anderen verehrt. „Er leitete eine Reihe von Bands, die gegenüber dem Swing eher Kraft, Emotion und anspruchsvolle Harmonien betonten, was allerdings die Hörer empörte, die der Meinung waren, alle Bigbands hätten so zu klingen wie das Count Basie Orchestra“.

## Diskographische Hinweise
Für Capitol Records nahm er eine Vielzahl „progressiver“ Jazztitel auf. Die bekanntesten Stücke, die bei Capitol veröffentlicht wurden, sind:
„Artistry in Rhythm“ (1943), „Concerto to End All Concertos“ (1946), „Intermission Riff“ (1946), „Artistry in Boogie“ (1946), „Safranski“ (mit Eddie Safranski, 1946), „Across the Alley from the Alamo“ (mit June Christy, 1947), „The Peanut Vendor“ (1947), „Artistry in Tango“ (1951), „Blues in Burlesque“ (1951), „Mambo Rhapsody“ (1952), „Thermopolae“ (1952), „Delicado“ (1952), „Taboo“ (1953), „Jeepers Creepers“ (1953) sowie Bob Graettingers „City of Glass“ „This Modern World“ und viele andere.

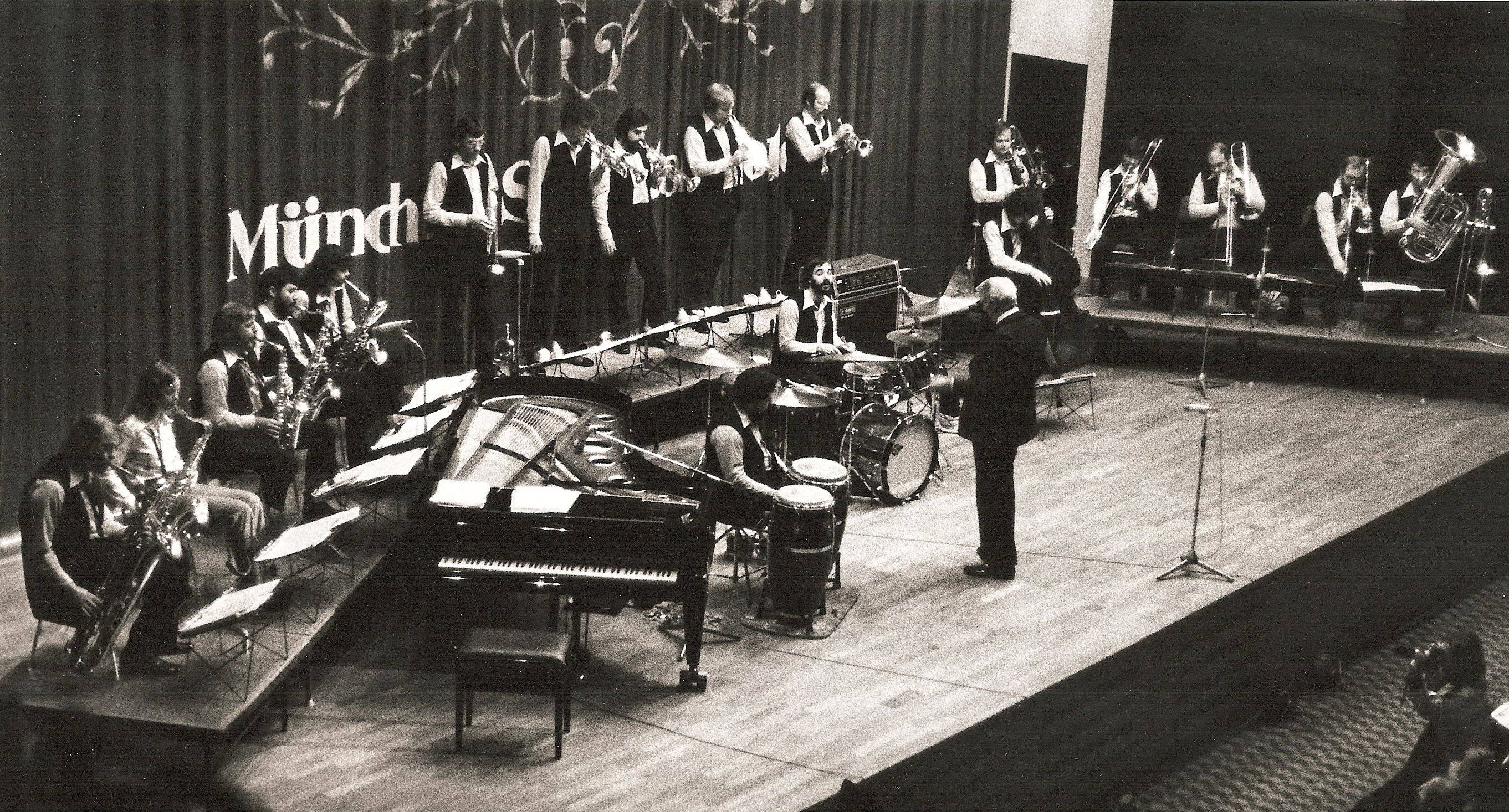
Stan Kenton's Big Band, München 1973

- The Innovations Orchestra (Capitol, 1950/51) mit Maynard Ferguson, Shorty Rogers, Conte Candoli, Bud Shank, Eddie Bert (enthält die Alben Innovations in Modern Music und Stan Kenton Presents)
- New Concepts of Artistry in Rhythm (Capitol, 1952) mit Conte Candoli, Buddy Childers, Frank Rosolini, Lee Konitz, Richie Kamuca, Sal Salvador
- City of Glass (Capitol, 1947–53)
- Kenton in Hi-Fi (Capitol, 1956–58) mit Lennie Niehaus, Bill Perkins, Richie Kamuca, Pepper Adams, Mel Lewis
- Fire, Fury & Fun (Creative World, 1974)[10]

Sammlung
- The Complete Capitol Studio Recordings of Stan Kenton (1943-47) - (Mosaic - 1995) - 10 LPs oder 7 CDs mit John Carroll, Buddy Childers, Karl George, Art Pepper, Bill Atkinson, Dave Matthews, Stan Getz, Jesse Price, Anita O’Day, Gene Roland, Boots Mussulli, John Anderson, June Christy, Ray Wetzel, Bob Cooper, Eddie Safranski, Vido Musso, Chico Alvarez, Kai Winding, Shelly Manne, Pete Rugolo, Milt Bernhart, Dave Lambert, Al Porcino, Eddie Bert, Laurindo Almeida, Jack Costanzo

## Bandpersonal
- Instrumentalisten:

Sam Aleccia – 
Laurindo Almeida – 
Chico Alvarez – 
Jim Amlotte – 
Buddy Arnold – 
Don Bagley – 
Gabe Baltazar – 
Michael Bard – 
Dave Barduhn – 
Gary Barone – 
Dee Barton – 
Timothy Ralph Bell – 
Milt Bernhart – 
Bud Brisbois – 
Ray Brown – 
Bobby Burgess – 
Tony Campise – 
Frank Capp – 
Conte Candoli – 
Pete Candoli – 
Fred Carter – 
Billy Catalano – 
Bill Chase – 
Buddy Childers – 
Bob Cooper – 
Jack Costanzo – 
Vinnie Dean – 
Don Dennis – 
Sam Donahue – 
Peter Erskine – 
Maynard Ferguson – 
Mary Fettig – 
Bob Fitzpatrick – 
Carl Fontana – 
Stan Getz – 
Bob Gioga – 
John Graas – 
John Harner – 
Bill Hartman – 
Dennis Hayslett  – 
Skeets Herfurt – 
Bill Holman – 
Marv "Doc" Holladay – 
Clay Jenkins – 
Richie Kamuca – 
Red Kelly – 
Jimmy Knepper – 
Lee Konitz – 
Jack Lake  – 
Kent Larsen – 
Skip Layton – 
Archie LeCoque  – 
Ed Leddy  –
Stan Levey – 
Mel Lewis  – 
Willie Maiden – 
Shelly Manne – 
Charlie Mariano – 
Al Mattaliano – 
Jerry McKenzie – 
Dick Meldonian – 
Vido Musso – 
Boots Mussulli – 
Lennie Niehaus – 
Dennis Noday – 
Sam Noto – 
Lloyd Otto – 
John Park – 
Kim Park – 
Art Pepper – 
Bill Perkins – 
Al Porcino – 
Douglas Purviance – 
Ray Reed – 
Clyde Reisinger – 
George Roberts – 
Gene Roland – 
Frank Rosolino – 
Shorty Rogers – 
Ernie Royal – 
Howard Rumsey – 
Bill Russo – 
Eddie Safranski – 
Sal Salvador – 
Carl Saunders – 
Jay Saunders – 
Dave Schildkraut – 
Bud Shank – 
Dick Shearer – 
Jack Sheldon – 
Kenny Shroyer – 
Gene Siegel – 
Zoot Sims – 
Dalton Smith – 
Ed Soph – 
Lloyd Spoon – 
Marvin Stamm – 
Ray Starling – Gary Todd -
Bill Trujillo – 
Jeff Uusitalo – 
David van Kriedt – 
Bart Varsalona – 
Mike Vax – 
John Von Ohlen – 
Ray Wetzel – 
Rick Whethersby – 
Jiggs Whigham – 
Stu Williamson – 
Kai Winding
- Komponisten und Arrangeure:

Manny Albam – 
Dave Barduhn – 
Dee Barton – 
Joe Coccia – 
Bob Curnow – 
Dennis Farnon – 
Bob Graettinger – 
Ken Hanna – 
Neal Hefti – 
Hank Levy – 
Franklyn Marks – 
Bill Mathieu – 
Gerry Mulligan – 
Chico O’Farrill – 
Marty Paich – 
Johnny Richards – 
Gene Roland –
Pete Rugolo – 
Ray Wetzel -
Jim Widner
- Vokalisten:

Anita O’Day – 
June Christy – 
Chris Connor – 
Ann Richards